# 33è Festival Internacional de Cinema de Berlín
El 33è Festival Internacional de Cinema de Berlín va tenir lloc entre el 18 de febrer i l'1 de març de 1983. El festival va obrir amb la pel·lícula fora de competició Tootsie de Sydney Pollack.
L'Os d'Or fou atorgat alhora a la pel·lícula britànica Ascendancy dirigida per Edward Bennett i a la pel·lícula espanyola La colmena dirigida per Mario Camus. Al festival es va mostrar la retrospectiva Exili. Sis Actors d'Alemanya.

## Jurat

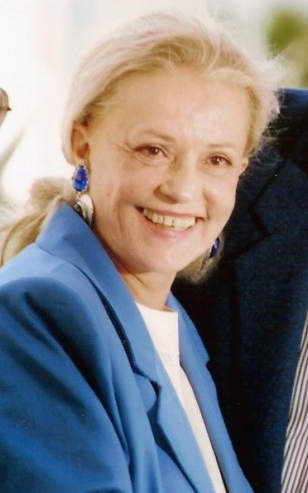
Jeanne Moreau, presidenta

El jurat del festival estaria format per les següents persones:
- Jeanne Moreau (preseidenta)
- Alex Bänninger
- Franco Brusati
- Elem Klimov
- Ursula Ludwig
- Kurt Maetzig
- Joseph L. Mankiewicz
- Franz Seitz
- Huang Zongjiang

## Pel·lícules en competició
Les següents pel·lícules van competir per l'Os d'Or:
| Títol original                      | Director(s)                    | País            |
| ----------------------------------- | ------------------------------ | --------------- |
| Ascendancy                          | Edward Bennett                 | Regne Unit      |
| La Belle captive                    | Alain Robbe-Grillet            | França          |
| Cap Canaille                        | Juliet Berto, Jean-Henri Roger | França          |
| La colmena                          | Mario Camus                    | Espanya         |
| Dans la ville blanche               | Alain Tanner                   | Suïssa          |
| Der er et yndigt land               | Morten Arnfred                 | Dinamarca       |
| Dies rigorose Leben                 | Vadim Glowna                   | RFA             |
| Dögkeselyű                          | Ferenc András                  | Hongria         |
| Ferestadeh                          | Parviz Sayyad                  | Iran            |
| Das Gespenst                        | Herbert Achternbusch           | RFA             |
| Hakkâri'de Bir Mevsim               | Erden Kıral                    | Turquia         |
| Heller Wahn                         | Margarethe von Trotta          | RFA             |
| Himala                              | Ishmael Bernal                 | Filipines       |
| Hécate                              | Daniel Schmid                  | Suïssa          |
| Koyaanisqatsi                       | Godfrey Reggio                 | Estats Units    |
| Mo sheng de peng you                | Lei Xu                         | R.P. de la Xina |
| Neúplné zatmení                     | Jaromil Jireš                  | Txèquia         |
| Pauline à la plage                  | Éric Rohmer                    | França          |
| Pra Frente, Brasil                  | Roberto Farias                 | Brasil          |
| Der stille Ozean                    | Xaver Schwarzenberger          | Àustria         |
| That Championship Season            | Jason Miller                   | Estats Units    |
| Utopia                              | Sohrab Shahid-Saless           | RFA             |
| Via degli specchi                   | Giovanna Gagliardo             | Itàlia          |
| Vlyublyon po sobstvennomu zhelaniyu | Sergey Mikaelyan               | Unió Soviètica  |
| Yaju-deka                           | Eiichi Kudo                    | Japó            |

## Retrospectiva
Les següents pel·lícules foren exhibides a la retrospectiva:
| Títol original                        | Director(s)         | País         |
| ------------------------------------- | ------------------- | ------------ |
| Alraune                               | Henrik Galeen       | Alemanya     |
| Anna und Elizabeth                    | Frank Wisbar        | Alemanya     |
| A Private Life                        | Mikhail Bogin       | Estats Units |
| Ariane                                | Paul Czinner        | Alemanya     |
| Broken Blossoms                       | Hans Brahm          | Regne Unit   |
| Caught                                | Max Ophüls          | Estats Units |
| Confessions of a Nazi Spy             | Anatole Litvak      | Estats Units |
| Das Boot ist voll                     | Markus Imhoof       | Suïssa       |
| Das häßliche Mädchen                  | Hermann Kosterlitz  | Alemanya     |
| Der Fürst von Pappenheim              | Richard Eichberg    | Alemanya     |
| Der Page vom Dalmasse-Hotel           | Victor Janson       | Alemanya     |
| Der träumende Mund                    | Paul Czinner        | Alemanya     |
| Die Büchse der Pandora                | Georg Wilhelm Pabst | Alemanya     |
| Die unverbesserliche Barbara          | Lothar Warneke      | Alemanya     |
| Die wunderbare Lüge der Nina Petrowna | Hanns Schwarz       | Alemanya     |
| Dreaming Lips                         | Paul Czinner        | Regne Unit   |
| Ein Polterabend                       | Curt Bois           | Alemanya     |
| Ein steinreicher Mann                 | Steve Sekely        | Alemanya     |
| Enemy of Women                        | Alfred Zeisler      | Estats Units |
| Fräulein Else                         | Paul Czinner        | Alemanya     |
| Herr Puntila und sein Knecht Matti    | Alberto Cavalcanti  | Àustria      |
| Hitler's Madman                       | Douglas Sirk        | Estats Units |
| Hotel Berlin                          | Peter Godfrey       | Estats Units |
| I Confess                             | Alfred Hitchcock    | Estats Units |
| Kuhle Wampe oder Wem gehört die Welt  | Slatan Dudow        | Alemanya     |
| Liebeskommando                        | Géza von Bolváry    | Alemanya     |
| Mädchen in Uniform                    | Leontine Sagan      | Alemanya     |
| Razzia in Sankt Pauli                 | Werner Hochbaum     | Alemanya     |
| Stolen Life                           | Paul Czinner        | Regne Unit   |
| The Diary of a Chambermaid            | Jean Renoir         | Estats Units |
| The Lovable Cheat                     | Richard Oswald      | Estats Units |
| The Man I Married                     | Irving Pichel       | Estats Units |
| Voice in the Wind                     | Arthur Ripley       | Estats Units |

## Premis

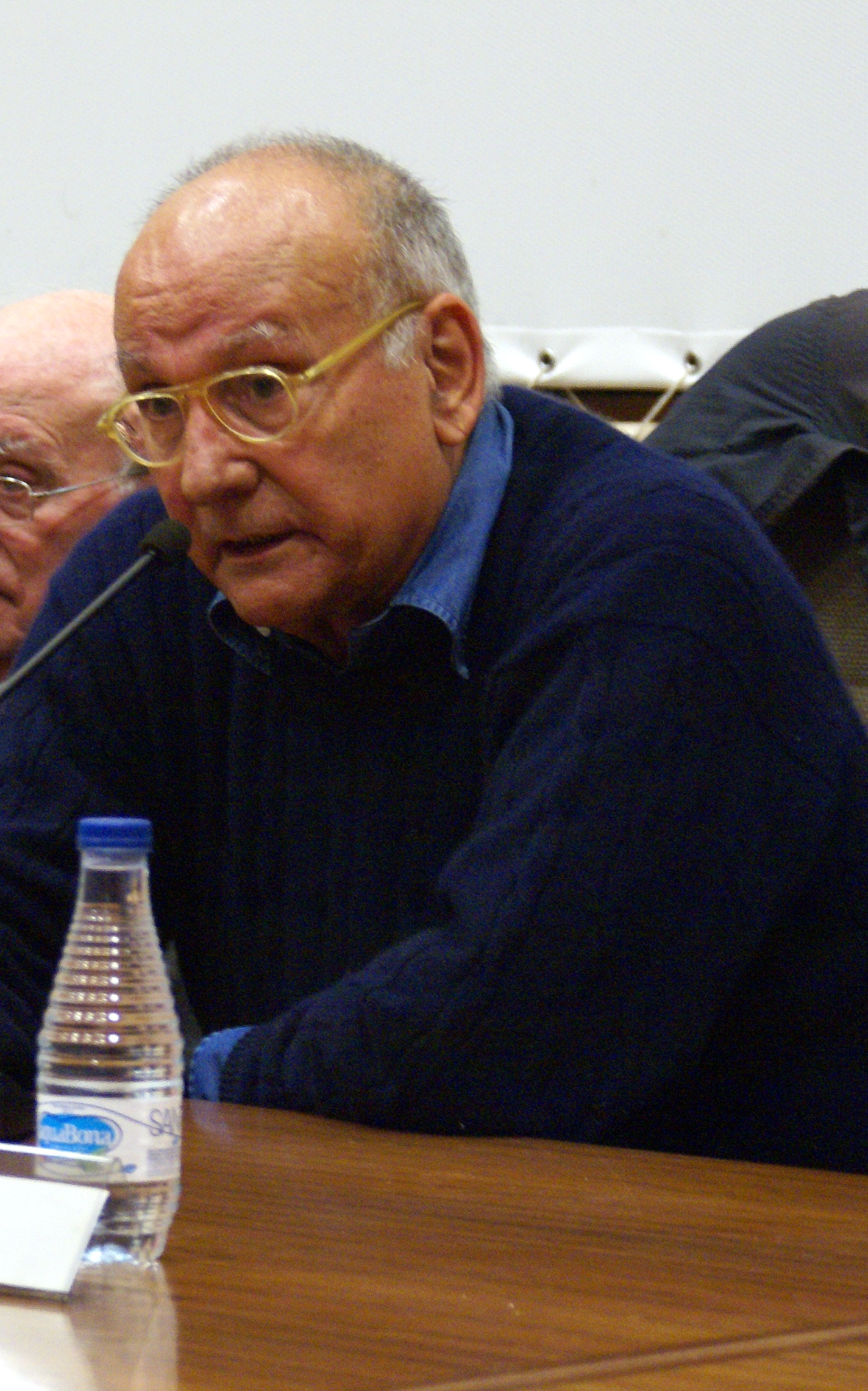
Mario Camus, un dels guanyadors de l'Os d'Or

El jurat va atorgar els següents premis:
- Os d'Or:
  - Ascendancy d'Edward Bennett
  - La colmena de Mario Camus
- Os de Plata - Gran Premi del Jurat: Hakkâri'de Bir Mevsim d'Erden Kıral
- Os de Plata a la millor direcció: Éric Rohmer per Pauline à la plage
- Os de Plata a la millor interpretació femenina: Yevgeniya Glushenko per Vlyublyon po sobstvennomu zhelaniyu
- Os de Plata a la millor interpretació masculina: Bruce Dern per That Championship Season
- Os de plata per a un assoliment singular excepcional: Xaver Schwarzenberger per Der stille Ozean
- Menció honorífica:
  - Mo sheng de peng you de Lei Xu
  - Der er et yndigt land de Morten Arnfred
  - Dies rigorose Leben de Vadim Glowna
- Premi FIPRESCI
  - Pauline à la plage d'Éric Rohmer i Hakkâri'de Bir Mevsim d'Erden Kıral